# Waxiella martinoi
Waxiella martinoi är en insektsart som först beskrevs av Almeida 1969.  Waxiella martinoi ingår i släktet Waxiella och familjen skålsköldlöss.
Artens utbredningsområde är Angola. Inga underarter finns listade i Catalogue of Life.